# Junts pel Sí
Junts pel Sí (JxSí) fou una candidatura de caràcter transversal i independentista formada per Convergència Democràtica de Catalunya, Esquerra Republicana de Catalunya, Demòcrates de Catalunya i Moviment d'Esquerres, per concórrer a les eleccions al Parlament de Catalunya de 2015. També comptà amb la participació d'Avancem i Reagrupament Independentista i el suport de Catalunya Sí, Solidaritat Catalana per la Independència i Estat Català.
Altres agrupacions de la societat civil, com l'Assemblea Nacional Catalana (ANC), Òmnium Cultural i Súmate, i partits polítics com el Partit Socialista d'Alliberament Nacional (PSAN) i Els Verds - Alternativa Verda, van donar suport a aquesta candidatura, però també a la Candidatura d'Unitat Popular (CUP), atès que ambdues tenien com a objectiu la independència de Catalunya.

## Història

### Inicis de la candidatura
A mitjans de juliol del 2015, les negociacions entre CDC, ERC i les entitats independentistes ANC i Òmnium van portar a un acord per a una llista independentista per a les eleccions al Parlament de Catalunya de 2015. En l'acord, aprovat tant per la direcció de CDC com per la d'ERC, es va designar que la llista de Barcelona fos encapçalada per tres personalitats independents, seguides d'Artur Mas, Oriol Junqueras i dos independents més. A partir del número 8 de la llista, les persones adscrites serien de CDC o d'ERC, en una proporció del 60%-40% respectivament, amb presència de gent de Demòcrates de Catalunya i de Moviment d'Esquerres.
La Candidatura d'Unitat Popular (CUP) va ser convidada a unir-se a la llista, però s'hi va negar argumentant s'havia canviat la proposta inicial per una llista amb polítics, en la qual no volia ser-hi.
En aquest acord, a més, quedava clar que si aquesta era la candidatura guanyadora de les eleccions, el lloc que es proposaria per a la Presidència de la Generalitat seria per Convergència, mentre que els llocs de vicepresidència i Presidència del Parlament de Catalunya pertocarien a Esquerra.

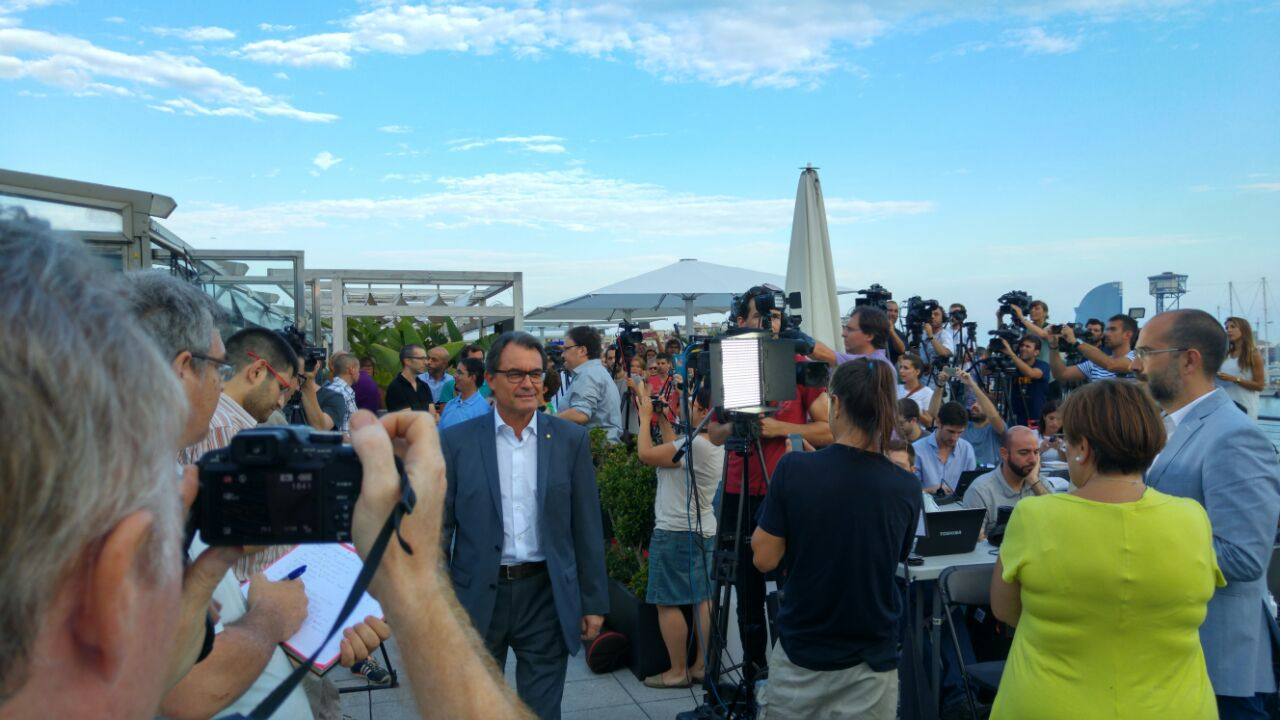
Artur Mas entrant a l'acte de presentació de Junts pel Sí

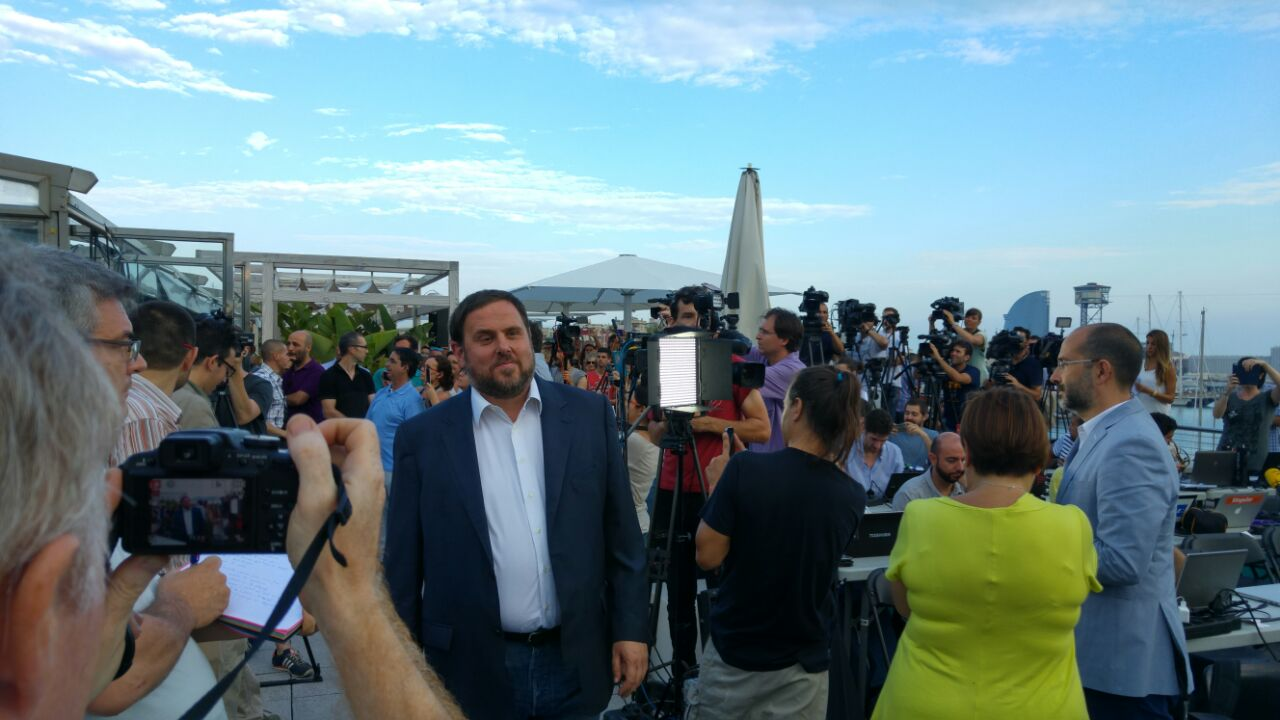
Oriol Junqueras entrant a l'acte de presentació de Junts pel Sí

La candidatura de Junts pel Sí es va presentar públicament el 20 de juliol de 2015 a la terrassa del Museu d'Història de Catalunya, amb la presència dels cinc primers membres de la llista per Barcelona (els confirmats en aquell moment), i davant de tots els partits i entitats que hi donaven suport, a més d'un ampli desplegament dels mitjans de comunicació.

### Configuració de les llistes
El 24 de juliol de 2015 Junts pel Sí va rebre el suport de Solidaritat Catalana per la Independència, després que el partit ho hagués preguntat en un referèndum i que l'opció majoritària hagués estat el SÍ (per més del 80%). Aquest mateix dia es van fer públics els noms dels caps de llista de Girona i Tarragona, per aquest ordre: Lluís Llach i Germà Bel. El Parlament de Catalunya va dur a terme l'últim ple de la X legislatura, en el qual molts dels parlamentaris van tenir l'oportunitat d'acomiadar-se, ja que potser no repetirien a la XI legislatura, sense fer massa incís en les eleccions del setembre. No hauria d'haver estat l'última sessió, però com que el 3 d'agost es convocarien eleccions anticipades, aquesta era l'última setmana de la legislatura.
L'endemà, dissabte 25 de juliol, en un Consell Nacional, Esquerra Republicana de Catalunya va avalar positivament la llista conjunta amb Convergència, després de ratificar la direcció del partit. També va fer públics els noms republicans que anirien a les llistes, barrejats amb els independents i els convergents. El mateix dia es va saber que Procés Constituent no donaria suport a cap de les candidatures pel dret a decidir (Junts pel Sí, CUP i Catalunya sí que es pot), i que ni tan sols es presentaria a les eleccions del 27 de setembre.
El dia 3 d'agost, el mateix dia que Artur Mas va signar el decret de convocatòria de les eleccions, la candidatura Junts pel Sí va activar la seva campanya a les xarxes socials i va presentar la seva imatge gràfica.
Durant els dies posteriors es van anar fent públics progressivament els noms de les persones integrants de la candidatura.

### Presentació oficial de la candidatura
L'última setmana d'agost, i coincidint amb la confirmació dels útims noms de les llistes, la candidatura va començar la pre-campanya. Es va posar en públic a Tarragona, el dia 22 d'agost, en un acte amb els caps de llista de la demarcació i els dos primers de la de Barcelona. El dia 23 es va dur a terme el mateix acte a Girona, amb els actors corresponents, i el dia 24, a Lleida.
El dia 28 d'agost de 2015 es va celebrar l'acte central de presentació a Barcelona amb la presència de tots els candidats i els parlaments dels caps de llista per cada circumscripció: Raül Romeva, Germà Bel, Josep Maria Forné i Lluís Llach, i de les entitats socials Assemblea Nacional Catalana i Súmate.. A l'acte, convocat al passeig Lluís Companys de Barcelona, hi varen assistir unes 40.000 persones, segons l'organització. L'acte se situava a un mes de la data electoral i celebrava haver superat la xifra de 57.000 candidats populars, una llista de suport que s'havia fixat com a objectiu arribar als 100.000 abans de les eleccions.
Fotos de l'acte de presentació de candidats

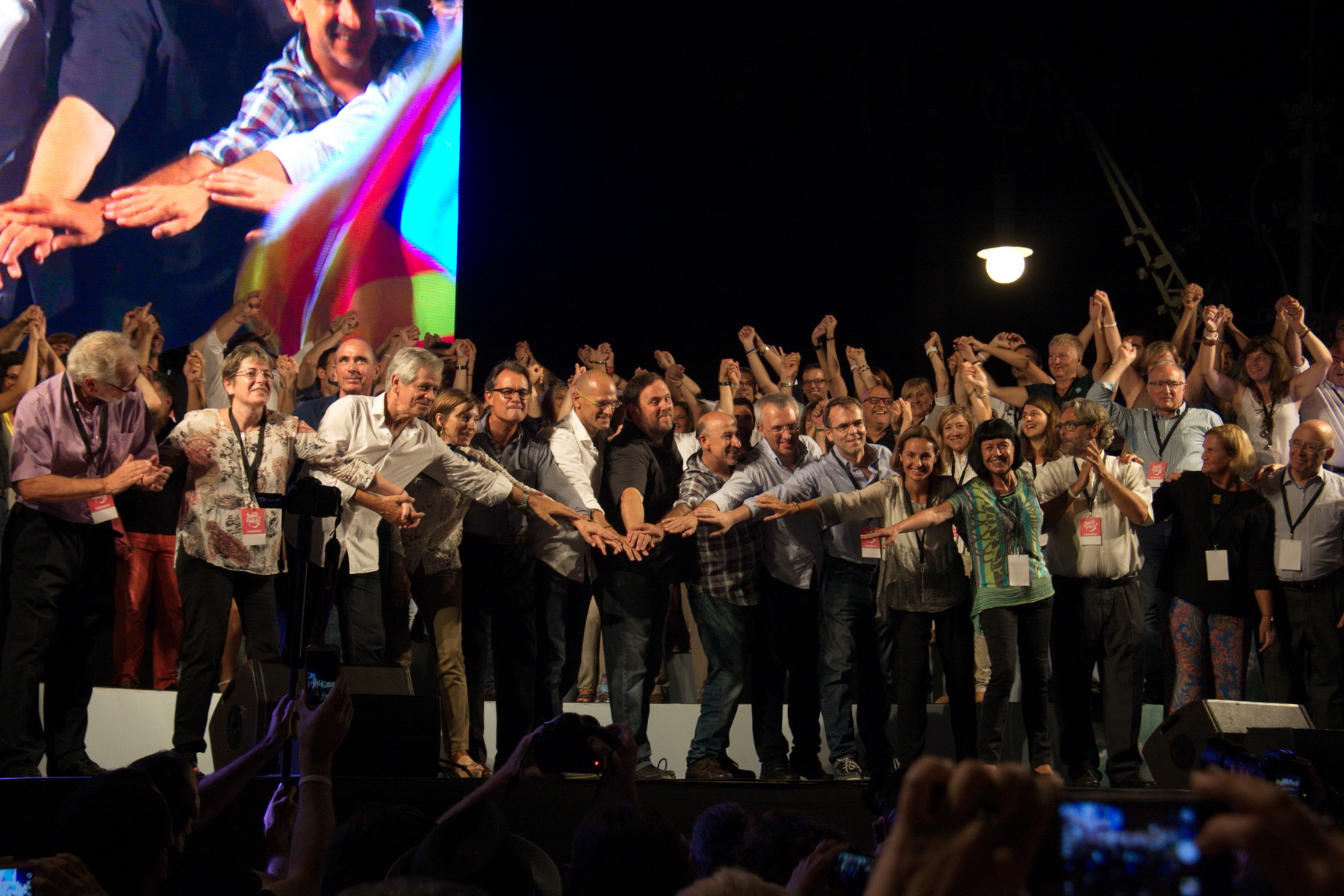
Foto unitària de candidats
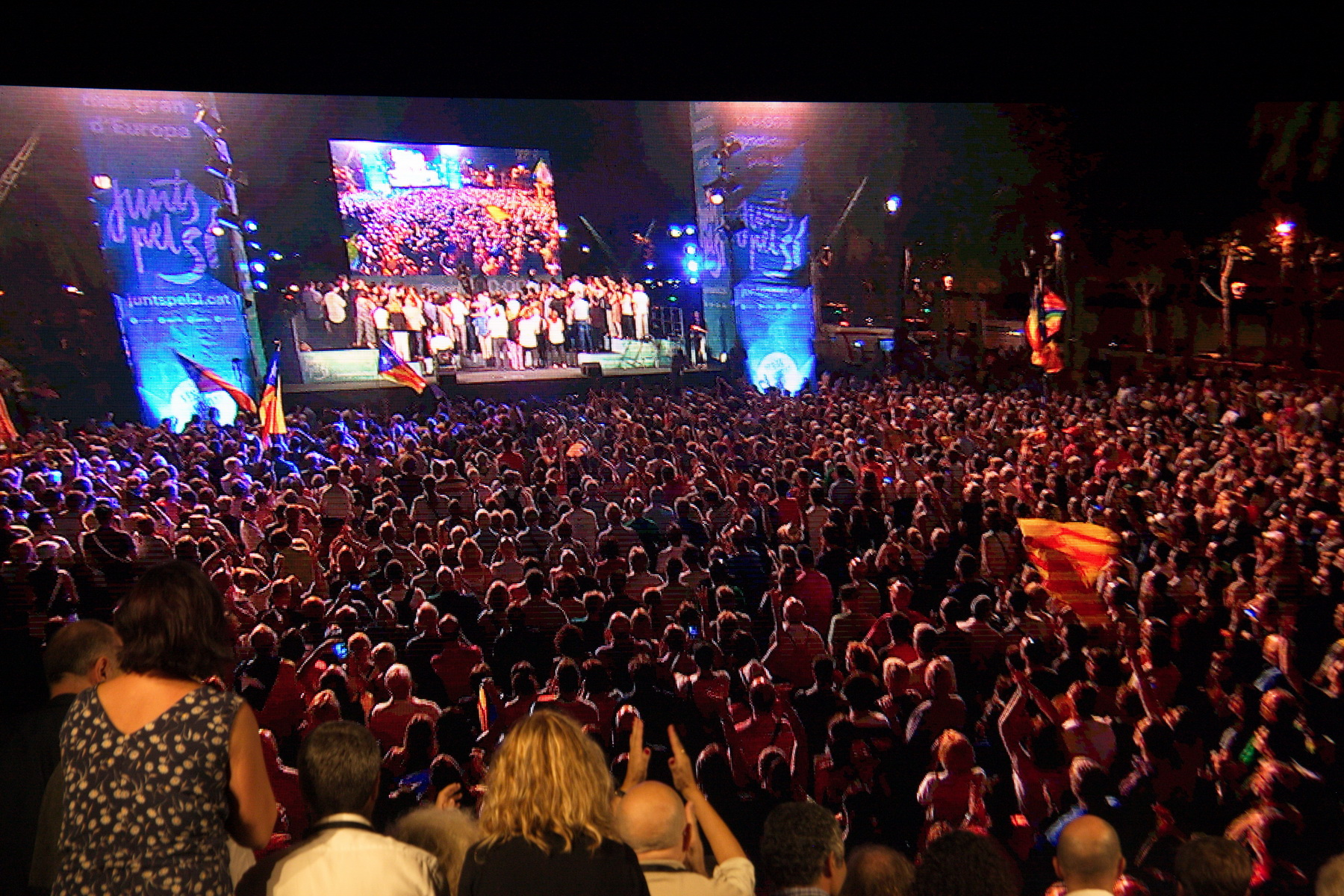
Candidats i públic
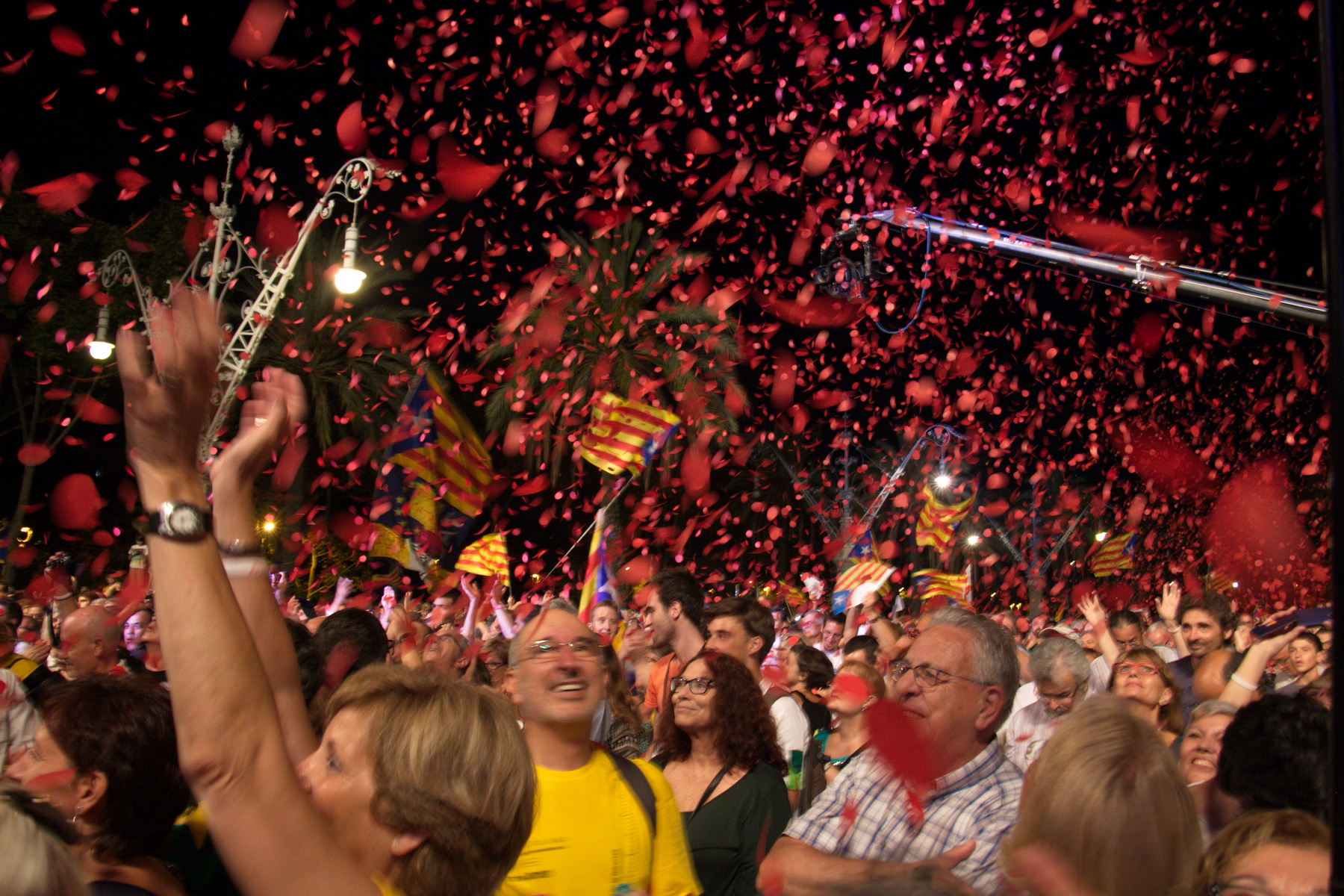
Fi de festa

### Campanya electoral
Junts pel Sí van fer servir el lema El Vot de la teva vida, ideat per l'agència BUM. La seva campanya es va basar en presentar les eleccions al Parlament com a plebiscitàries, intentant aconseguir convèncer indecisos, ja que partien de la teoria que el vot independentista ja estava hipermobilitzat. Van iniciar la campanya a la Universitat Pompeu Fabra i l'acte central el van fer a l'Hospitalet de Llobregat. Durant la campanya no es van repartir banderes en els mítings, que estaven desproveïts de símbols patriòtics o identitaris, ni tampoc es cantava els segadors.

### Resultats

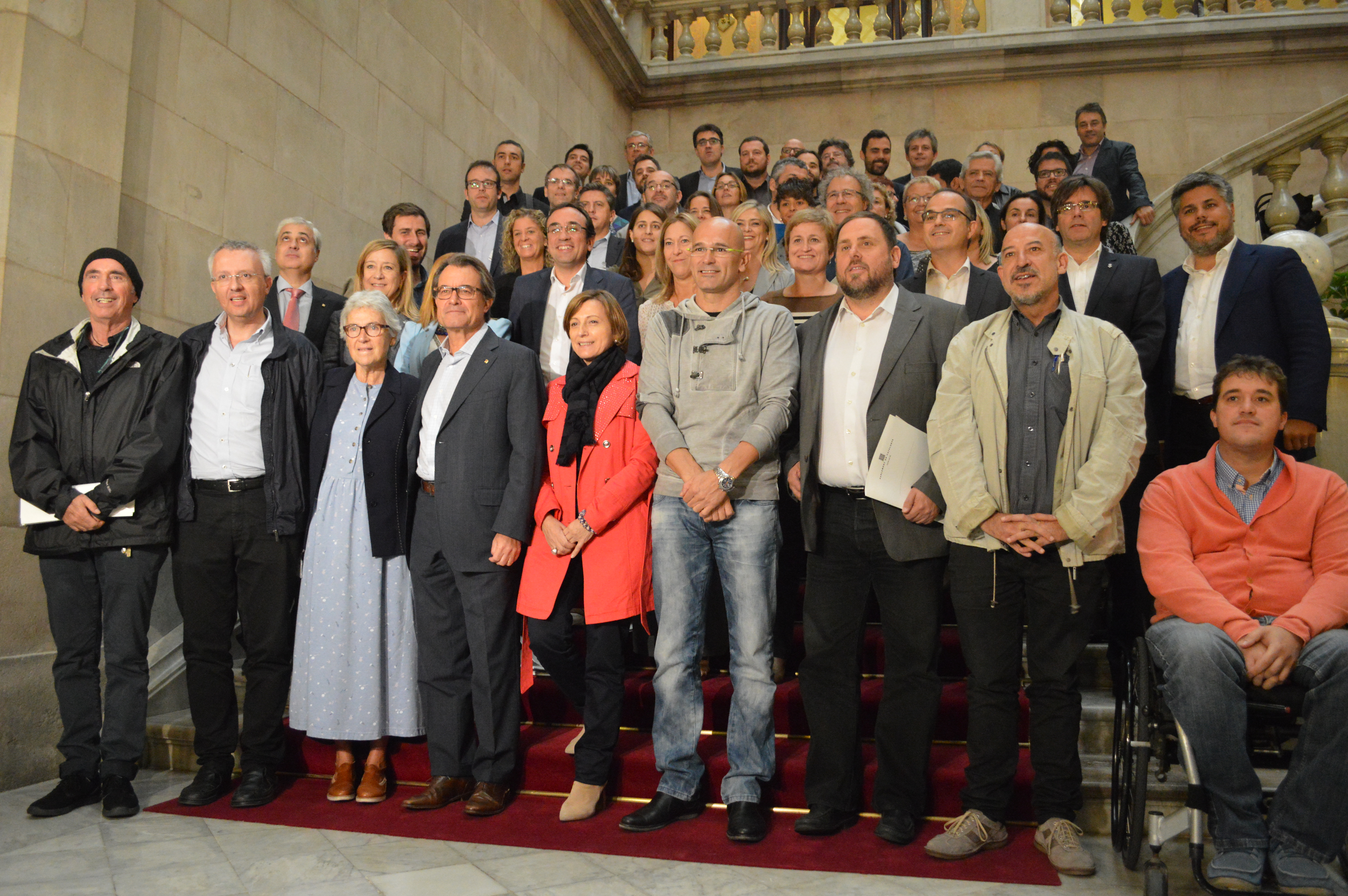
Primera reunió de Junts pel Sí després de les eleccions

Junts pel Sí va obtenir 62 escons a les eleccions de 2015, amb més d'un milió i mig de vots donant suport a la seva proposta. No van assolir, però, la majoria absoluta que els permetés formar govern sense necessitar el suport de cap altra formació política. Dels 62 diputats electes, 29 són militants de Convergència, 20 d'Esquerra, 3 de Demòcrates, 1 de Moviment d'Esquerres i 11 són independents.

### Liquidació
La coalició no es va repetir a les Eleccions al Parlament de Catalunya de 2017, convocades excepcionalment per Mariano Rajoy després de l'aplicació de l'article 155. Esquerra Republicana es va presentar en coalició amb Catalunya Sí i l'altre dels dos grans partits que formaven Junts pel Sí, Convergència Democràtica, en aquell moment ja havia fet l'anomenat 'congrés de refundació' que va donar lloc al Partit Demòcrata Europeu Català, el qual es va presentar dins de la candidatura Junts per Catalunya. La resta de petites formacions polítiques que havien donat suport a la coalició es van anar decantant per una o altra formació.

## Programa

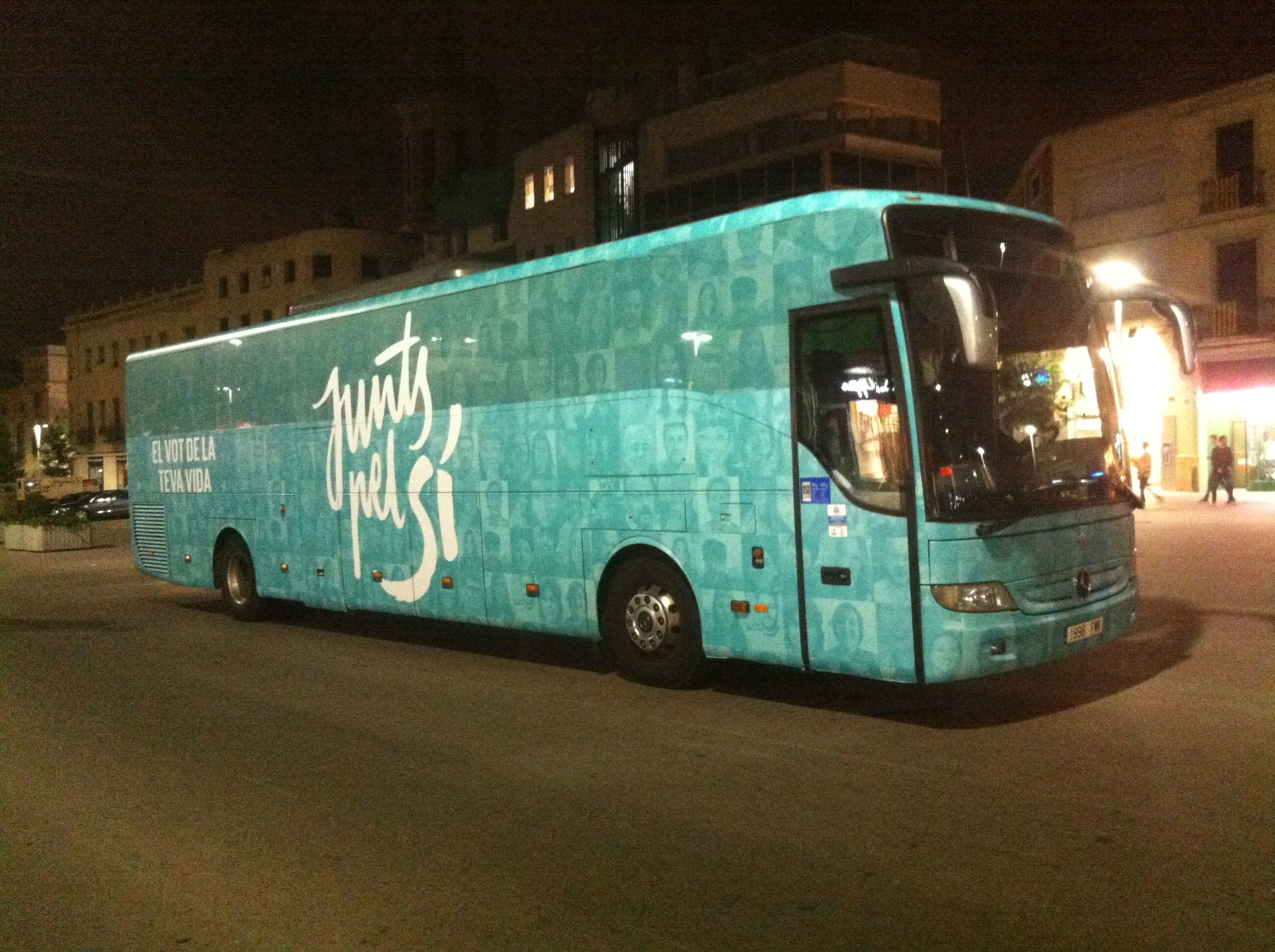
Autobús de Junts pel sí a Sabadell

Gran part del programa de la candidatura es basa, segons la informació que van facilitar el dia de la presentació del projecte, en executar les recomanacions fetes pel Consell Assessor per a la Transició Nacional. El full de ruta pactat pels integrants preveu un màxim de 18 mesos des de les eleccions del 27 de setembre fins a la proclamació de la independència, ordenats en quatre fases que permetin exercir progressivament la plena sobirania. En cas de victòria a les eleccions, les quatre fases a executar serien:
1. Declaració d'inici del procés d'independència: Un cop es constituís el Parlament de Catalunya es faria una declaració solemne que proclamaria l'inici del procés d'independència. Aquesta declaració portaria el nom de Declaració Nominal d'Independència i voldria demostrar que Catalunya té el desig d'avançar cap a un país nou i per constatar la voluntat d'emprendre els últims passos del procés independentista català.
2. Redacció d'una nova Constitució de Catalunya, mentre la Generalitat estigués preparant les estructures necessàries per a la formació i el progrés d'un nou estat, com la Hisenda, la Seguretat Social Catalana i l'Agència de Tributs de Catalunya.
3. Proclamació de la independència i aprovació de la llei de transitorietat jurídica: En el termini d'uns 6-8 mesos (segons ERC) o com a màxim d'un any i mig (com diu el CATN), si el govern espanyol no hagués mostrat interès en començar converses ni intentés arribar a un pacte, el president duria a terme una declaració d'independència i s'aprovaria una llei de transitorietat jurídica per donar continuïtat a les lleis catalanes vigents. Tindria un caràcter unilateral, ja que no es fa per mitjà d'un pacte amb l'estat espanyol. A més, ja s'ha dit que en aquest cas, els catalans no acceptarien la seva part del deute espanyol.
4. Eleccions constituents, ja sense la candidatura de Junts pel Sí, i sotmetiment de la Constitució a referèndum vinculant. En cas que sortís que sí, el nou Parlament hauria d'aprovar-la.[24]

A més, l'acord signat diu que en cas d'haver-hi qualsevol trava o impediment de l'estat espanyol, com un recurs a les estructures d'estat, a la Constitució, a alguna llei del nou Parlament o l'aplicació de l'article 155 de la Constitució Espanyola, es procediria instantàniament a proclamar la independència de Catalunya, aquesta sí amb totals efectes polítics i jurídics, sense necessitat d'haver-ho pactat anteriorment.

## Candidatures per circumscripció

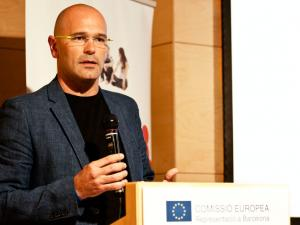
Raül Romeva, fent una conferència quan encara era eurodiputat d'ICV. Fou el número 1 per la llista de Barcelona i candidat a la presidència de la Generalitat.

Els membres de les llistes són els següents:

### Barcelona
1. Raül Romeva i Rueda, exeurodiputat per Iniciativa per Catalunya Verds. Independent
2. Carme Forcadell i Lluís, expresidenta de l'Assemblea Nacional Catalana. Independent
3. Muriel Casals i Couturier, expresidenta d'Òmnium Cultural. Independent
4. Artur Mas i Gavarró, president de la Generalitat de Catalunya i de Convergència Democràtica de Catalunya. Convergència
5. Oriol Junqueras i Vies, president d'Esquerra Republicana de Catalunya. Esquerra
6. Eduardo Reyes Pino, president de Súmate. Independent
7. Oriol Amat i Salas, catedràtic d'economia de la Universitat Pompeu Fabra. Independent
8. Neus Munté i Fernández, vicepresidenta del Govern de la Generalitat de Catalunya. Convergència[26]
9. Marta Rovira i Vergés, secretària general d'Esquerra i diputada al Parlament durant la X legislatura. Esquerra
10. Jordi Turull i Negre, president del grup parlamentari de CiU al Parlament de Catalunya. Convergència
11. Toni Comín Oliveres, exdiputat del PSC i membre de l'Associació Socialisme Catalunya i Llibertat. Independent[27] (a proposta d'ERC)
12. Josep Rull i Andreu, coordinador general de CDC. Convergència
13. Anna Simó i Castelló, vicepresidenta del Parlament en la X legislatura. Esquerra
14. Neus Lloveras i Massana, alcaldessa de Vilanova i la Geltrú. Convergència
15. Chakir El Homrani Lesfar, sociòleg i regidor de Granollers per ERC. Independent (a proposta d'ERC)
16. Marta Pascal i Capdevila, portaveu de CDC i expresidenta de la JNC. Convergència
17. Lluís Maria Corominas i Díaz, vicesecretari general de coordinació institucional de CDC. Convergència
18. Oriol Amorós i March, diputat al parlament per ERC en la X legislatura. Esquerra
19. Irene Rigau i Oliver, consellera d'Ensenyament de la Generalitat de Catalunya. Convergència
20. Germà Gordó i Aubarell, conseller de Justícia de la Generalitat de Catalunya. Convergència[28]
21. Pere Aragonès i Garcia, diputat al Parlament per ERC en la X legislatura. Esquerra
22. Antoni Castellà i Clavé, secretari d'Universitats i Recerca de Catalunya. Demòcrates de Catalunya
23. Alba Vergés i Bosch, diputada al parlament per ERC en la X legislatura. Esquerra
24. Anna Figueras i Ibañez diputada al Parlament de Catalunya en a VIII, IX i X legislatures. Convergència.
25. David Bonvehí i Torras diputat al Parlament de Catalunya en la IX i X legislatura, Convergència
26. Marc Sanglas, diputat al parlament per ERC en les IX i X legislatures. Esquerra
27. Montserrat Candini i Puig alcaldessa de Calella, Convergència
28. Magda Casamitjana, presidenta de Moviment d'Esquerres. Moviment d'Esquerres[29]
29. Maria Senserrich i Guitart, diputada al Parlament de Catalunya en la IX i X legislatura, Convergència
30. Joan Ramon Casals i Mata, alcalde de Molins de Rei, Convergència
31. Gerard Gómez del Moral, portaveu nacional de les JERC. Esquerra
32. Jordi Cuminal i Roquet, diputat al parlament en la IX legislatura, Convergència
33. Fabián Mohedano i Morales, exmembre de la comissió executiva del PSC. Fundador d'Avancem. Independent[30] (a proposta d'ERC)
34. Maria Assumpta Rosell i Medall, alcaldessa de Sant Sadurní d'Anoia, Convergència
35. Titón Laïlla i Jou, diputada del parlament en la VIII, IX i X legislatures per Unió, aleshores integrada a CiU, Demòcrates de Catalunya
36. Adriana Delgado i Herreros, periodista i política de Sant Vicenç de Castellet, Esquerra
37. Àngels Ponsa i Roca, professora i diputada al parlament en la IX i X legislatura, Convergència
38. Jaume Profitós i Martí, polític, president d'Esquerra al Vallès Oriental, Esquerra
39. Marc Viñolas, secretari general de Reagrupament. Independent[31] (a proposta de CDC)
40. Patrícia Gomà i Pons, advocada i diputada al parlament en la VIII legislatura, Esquerra
41. Marc Guerrero i Tarragó, polític, professor i empresari, Convergència
42. Lluïsa Llop i Fernàndez, economista, regidora de Gelida, Esquerra
43. Montserrat Ribera i Puig, diputada al Parlament en la IX i X legislatura, Convergència
44. Maria Mercè Jou i Torras, diputada al Parlament per UDC a la X legislatura, Demòcrates de Catalunya
45. Miquel Estruch i Traité, president d'Esquerra a Badalona, Esquerra
46. Maria Dolors Feliu i Torrent, directora general dels Serveis Consultius de la Generalitat, Convergència
47. Ana Maria Surra i Spadea, presidenta de Sí, amb nosaltres. Independent (a proposta d'ERC)
48. Joan Buscà i Ambrós
49. Oriol Giménez i Gómez, psicòleg, cap de comunicació del Grup Uriach i membre de la JNC de Sabadell, Convergència
50. Josep Tomàs Àlvaro i Juncosa, membre d'ERC a Vilanova i la Geltrú, Esquerra
51. Mercè Rius i Serra, regidora a l'Ajuntament de Badalona. Convergència
52. Carme Labòria, regidora de l'Ajuntament de Terrassa. Moviment d'Esquerres.
53. Eliseu Esterlich i Galera, membre de CDC a l'L'Hospitalet de Llobregat, Convergència
54. Francesc Poch i Ros, President dels Minyons de Terrassa i Secretari General d'UGT a Osona. Esquerra
55. Beth Abad i Giralt, directora del Centre d'Iniciatives per a la Reinserció (CIRE), Convergència
56. Sílvia Requena i Martínez, advocada, professora de la Facultat de Dret de la Universitat Internacional de Catalunya i presidenta de la sectorial d'Igualtat i Drets Civils de CDC, Convergència
57. Jordi Albert i Caballero, regidor de Sant Andreu de la Barca, Esquerra
58. Josep Sicart i Enguix, economista i diputat al parlament en la IX legislatura, Convergència
59. Agnès Russiñol i Amat, diputada en el parlament en la X legislatura, Esquerra
60. Núria Balada i Cardona, directora executiva de l'Institut Català de les Dones, Convergència
61. Salvador Tresserra i Purtí
62. Joaquim Esquius i Freixas
63. Montse Grané i Alsina
64. Laia Girós i Barrés
65. Cèsar Martínez i López
66. Anna Maria Carbonell i Aixàs
67. Iolanda Aguilar i Juncosa
68. David Puértolas i Roman
69. Àlvar Roda, expresident de Ciutadans pel Canvi (PSC). Moviment d'Esquerres.[32]
70. Josep Maria Vila d'Abadal, expresident de l'Associació de Municipis per la Independència. Independent.[33]
71. Carles Viver i Pi-Sunyer, jurista i membre del Consell Assessor per a la Transició Nacional. Independent
72. Elisenda Paluzie, economista. Independent.
73. Núria Picas, corredora de muntanya. Independent.[34]
74. Miquel Calçada, periodista. Independent.
75. Pere-Joan Cardona i Iglesias, Investigador en biomedicina. Independent
76. Isona Passola i Vidal, productora, guionista i directora de cinema. Independent.
77. Josep Maria Mainat i Castells, excantant de la Trinca i productor televisiu. Independent
78. Imma Tubella i Casadevall, doctora en ciències socials i catedràtica de comunicació. Independent.[35]
79. Salvador Cardús, sociòleg, escriptor i periodista. Independent.[36]
80. Jaume Cabré i Fabré, escriptor i guionista. Independent
81. Montserrat Carulla, actriu. Independent.
82. Núria de Gispert i Català, tretzena presidenta del Parlament de Catalunya (UDC). Demòcrates de Catalunya
83. Ernest Benach i Pascual, dotzè president del Parlament de Catalunya (ERC). Esquerra
84. Joan Rigol, onzè president del Parlament de Catalunya (UDC). Demòcrates de Catalunya
85. Pep Guardiola, exjugador i exentrenador del F.C.Barcelona. Independent[37]
Suplents
  1. Xavier Rubert de Ventós, filòsof, escriptor i professor universitari; exeurodiputat del PSC. Independent[38]
  2. Sílvia Bel i Busquet, actriu de teatre, cinema i televisió. Independent
  3. Raimon Carrasco i Azemar, empresari, fill de Manuel Carrasco i Pilar Azemar. Demòcrates de Catalunya
  4. Manuel Pousa (Pare Manel), sacerdot. Independent
  5. Carme-Laura Gil, exdiputada al Congrés dels Diputats i exconsellera d'Ensenyament. Independent
  6. Ada Parellada, cuinera. Independent
  7. Josep Cruanyes i Tor, advocat i historiador. Independent[35]
  8. Èric Vergés i Pascual, cantant d'Els Catarres. Independent
  9. Clara Ponsatí, economista. Independent
  10. Jaume Sobrequés i Callicó, historiador i polític (antic militant del PSC). Independent[35]

### Tarragona

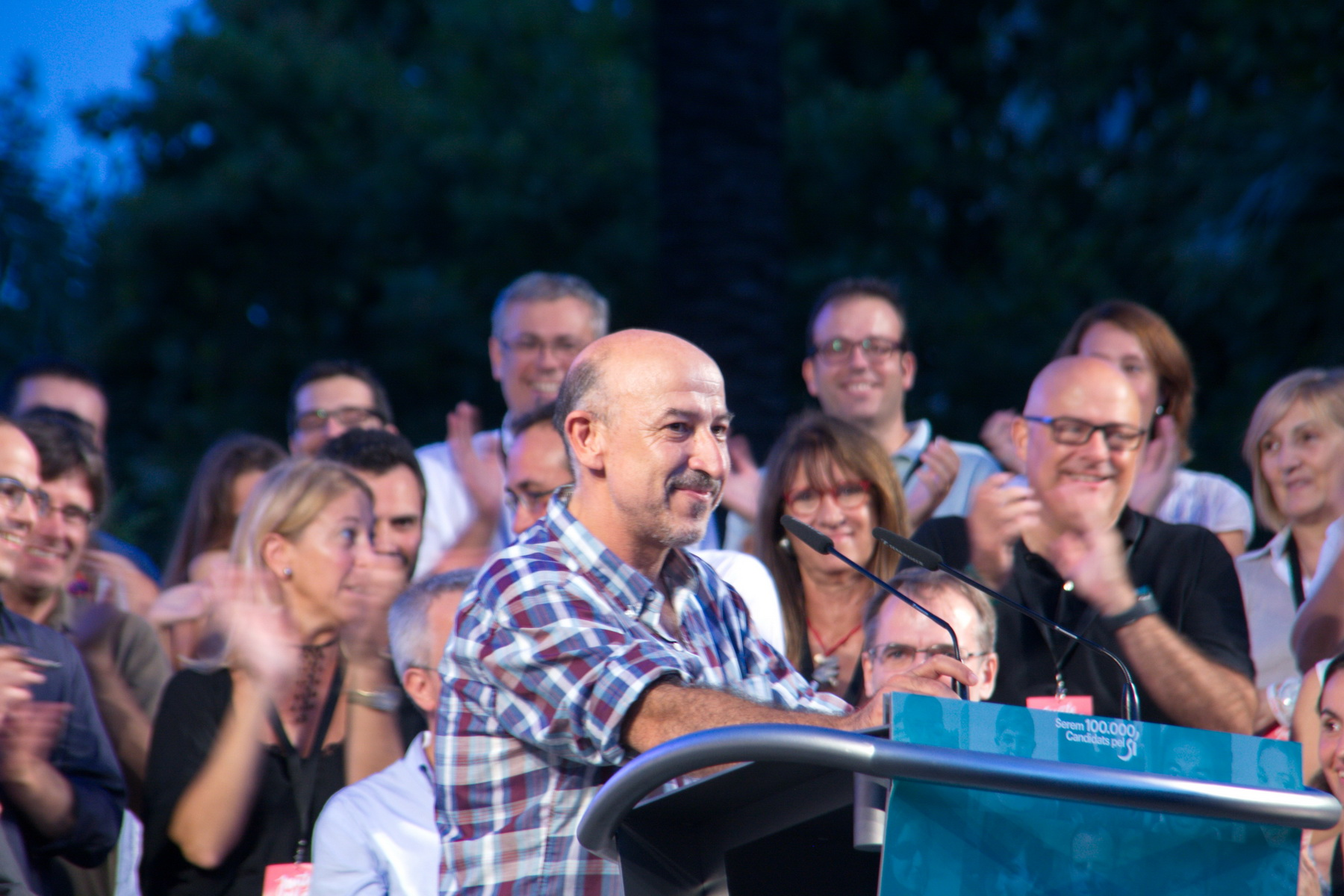
Germà Bel, a l'acte de presentació de candidats del 28 d'agost de 2015

1. Germà Bel i Queralt, catedràtic d'economia de la Universitat de Barcelona i exdiputat del PSC al Congrés dels Diputats. Independent[39]
2. Montserrat Palau i Vergés, doctora en Filologia Catalana i professora de la Universitat Rovira i Virgili i de l'IIEDG. Independent[40]
3. Albert Batet i Canadell, alcalde de Valls i diputat al Parlament, va ser cap de Llista per CiU a la demarcació el 2012. Convergència
4. Ferran Civit, exmembre del secretariat de l'ANC i co-coordinador de la via catalana per la independència i la V de l'11 de setembre de 2014. President d'ERC al Camp de Tarragona. Esquerra
5. Montserrat Vilella Cuadrada, regidora de Benestar social a l'Ajuntament de Reus. Convergència
6. Josep Lluís Salvadó i Tenesa, secretari general adjunt d'ERC. Esquerra
7. Jordi-Miquel Sendra i Vellvé, senador i president de CDC a Tarragona. Convergència
8. Meritxell Roigé Pedrola, diputada al Parlament per CDC i tinent d'alcalde d'Urbanisme de Tortosa. Convergència
9. Teresa Vallverdú i Albornà, diputada al Parlament per ERC. Esquerra
10. Carles Prats i Cot, biòleg i gerent del centre de recerca IPHES. Demòcrates de Catalunya
11. Ester Alberich, presidenta d'ERC a Reus. Esquerra
12. Annabel Marcos Vilar, diputada al Parlament i presidenta de CDC a Amposta. Convergència
13. Francesc Xavier Moliné, alcalde de Móra la Nova. Esquerra
14. Sandra Suàrez Plana, regidora de l'Ajuntament de Calafell. Convergència
15. Antonio Suàrez Franquet, alcalde de Riba-roja. Convergència
16. Alícia Gamundi, ex regidora de Tortosa per ERC. Esquerra
17. Joan Reig, bateria d'Els Pets. Independent.[41]
18. Francesc Xavier Grau, exrector de la Universitat Rovira i Virgili. Independent
Suplents
  1. Anna Aragonès, Alcaldessa de Riudecols. Convergència
  2. Àlex de la Guia, portaveu de les JERC a les Terres de l'Ebre i regidor a l'Ajuntament de Móra d'Ebre. Esquerra
  3. Carme Amenós Fabregat, alcaldessa de Passanant i Belltall. Convergència
  4. Ignasi Valera i Cabré, alcalde de Vilallonga del Camp. Esquerra
  5. Carles Luz
  6. Meritxell Cardona Lopez, regidora de Cornudella de Montsant, Convergència
  7. Vicent Villena. Moviment d'Esquerres
  8. Oriol Vidal-Barraquer Castells, politòleg i consultor d'Altafulla, Convergència
  9. Manuel Puerto
  10. Marta Espasa, economista. Independent

### Girona

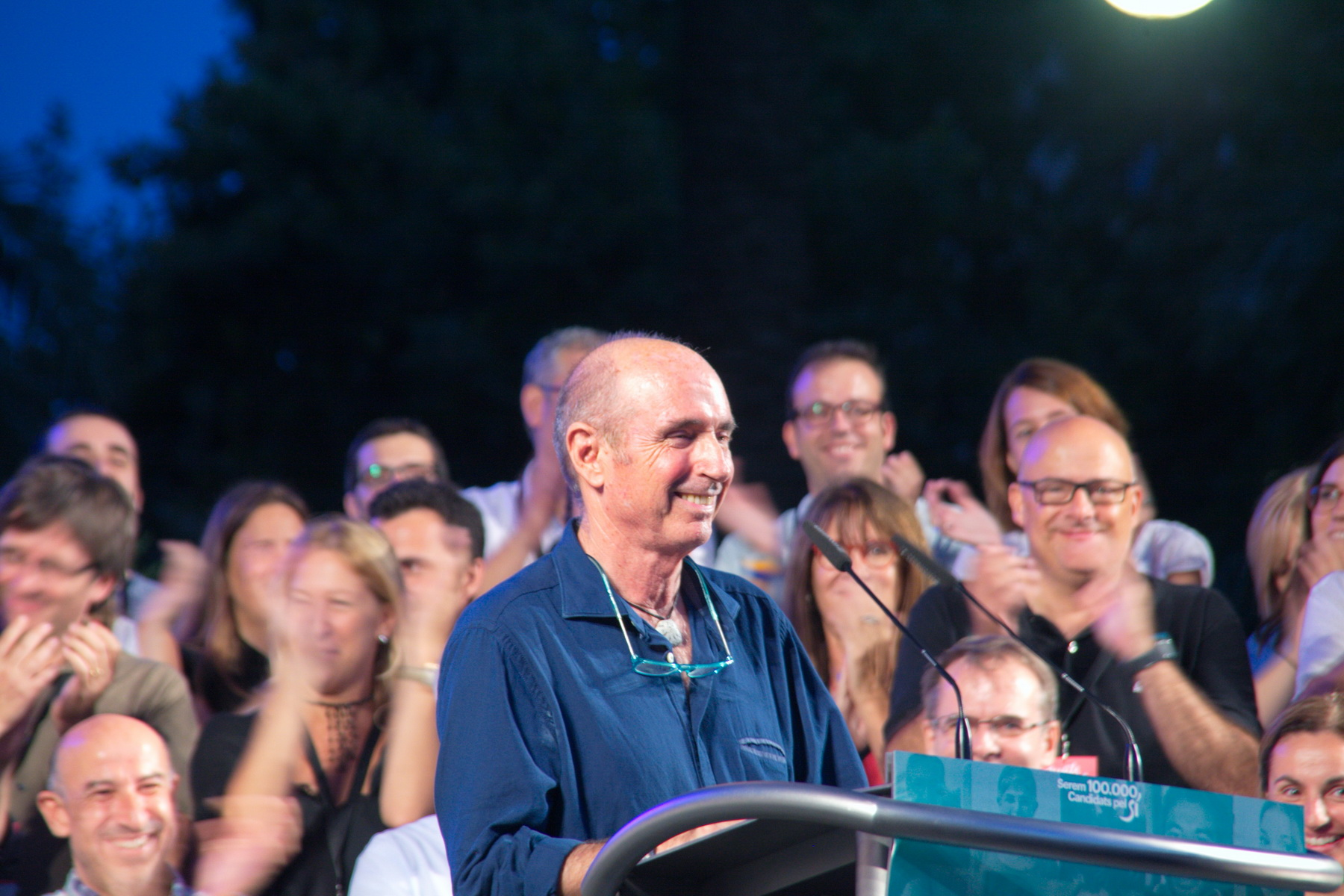
Lluís Llach, a l'acte de presentació de candidats del 28 d'agost de 2015

1. Lluís Llach i Grande, cantautor i escriptor. Independent
2. Anna Caula i Paretas, exentrenadora de l'Uni Girona. Independent[42]
3. Carles Puigdemont i Casamajó, batlle de Girona i president de l'AMI. Convergència
4. Roger Torrent i Ramió, Alcalde de Sarrià de Ter i diputat al Parlament per ERC. Esquerra
5. Natàlia Figueras i Pagès, regidora de l'Ajuntament de Maçanet de la Selva. Convergència
6. Dolors Bassa, secretària general d'UGT a Girona. Independent (a proposta d'ERC)
7. Lluís Guinó i Subirós, Alcalde de Besalú, Convergència
8. Jordi Munell i Garcia, Alcalde de Ripoll, Convergència
9. Sergi Sabrià i Benito, President del Consell Nacional d'Esquerra i diputat al Parlament. Esquerra
10. Maria Dolors Rovirola Coromí, diputada al parlament en la VIII, IX i X legislatura i exalcaldessa de Vilademuls, Convergència
11. Jordi Orobitg Solé, regidor a Lloret de Mar, Esquerra
12. Sergi Miquel i Valentí, secretari general de la Joventut Nacionalista de Catalunya. Convergència
13. Maria Jesús Ferrés Fluvià, secretària d'organització d'ERC a la Garrotxa, Esquerra
14. Begonya Montalban i Vilas, farmacèutica i diputada al parlament en la IX i X legislatures, Convergència
15. Elena Ribera i Garijo, diputada al Parlament per UDC a la X legislatura. Demòcrates de Catalunya
16. Marina Geli, exconsellera pel PSC. Moviment d'Esquerres.[32]
17. Santi Vila i Vicente, conseller de Territori i Sostenibilitat de la Generalitat de Catalunya. Convergència
Suplents
  1. Ramon Moliner Serra, Alcalde d'Alp i president del Consell Comarcal de la Cerdanya. Convergència
  2. Pol Girbal Jornet, candidat proposat per les JERC. Esquerra
  3. Rosa Moneny Guarro, sectorial de la gent gran de CDC. Convergència
  4. Salvi Güell Bohigas, regidor de l'Ajuntament de Castelló d'Empúries. Esquerra
  5. Dolors Guirado Iruela, regidora de l'Ajuntament de Platja d'Aro. Convergència
  6. Eulàlia Turró Ventura, regidora de l'Ajuntament de Banyoles. Esquerra
  7. Maria Carme Freixa i Bosch, alcaldessa de Vallfogona de Ripollès. Esquerra
  8. Josep Maria Cervera Pinart, alcalde d'El Port de la Selva, Convergència
  9. Ignasi Thió Fernández de Henestros, empresari i polític, Moviment d'Esquerres
  10. Laia Cañigueral i Oliver, sociòloga i exdiputada al Congrés dels Diputats, Esquerra

### Lleida

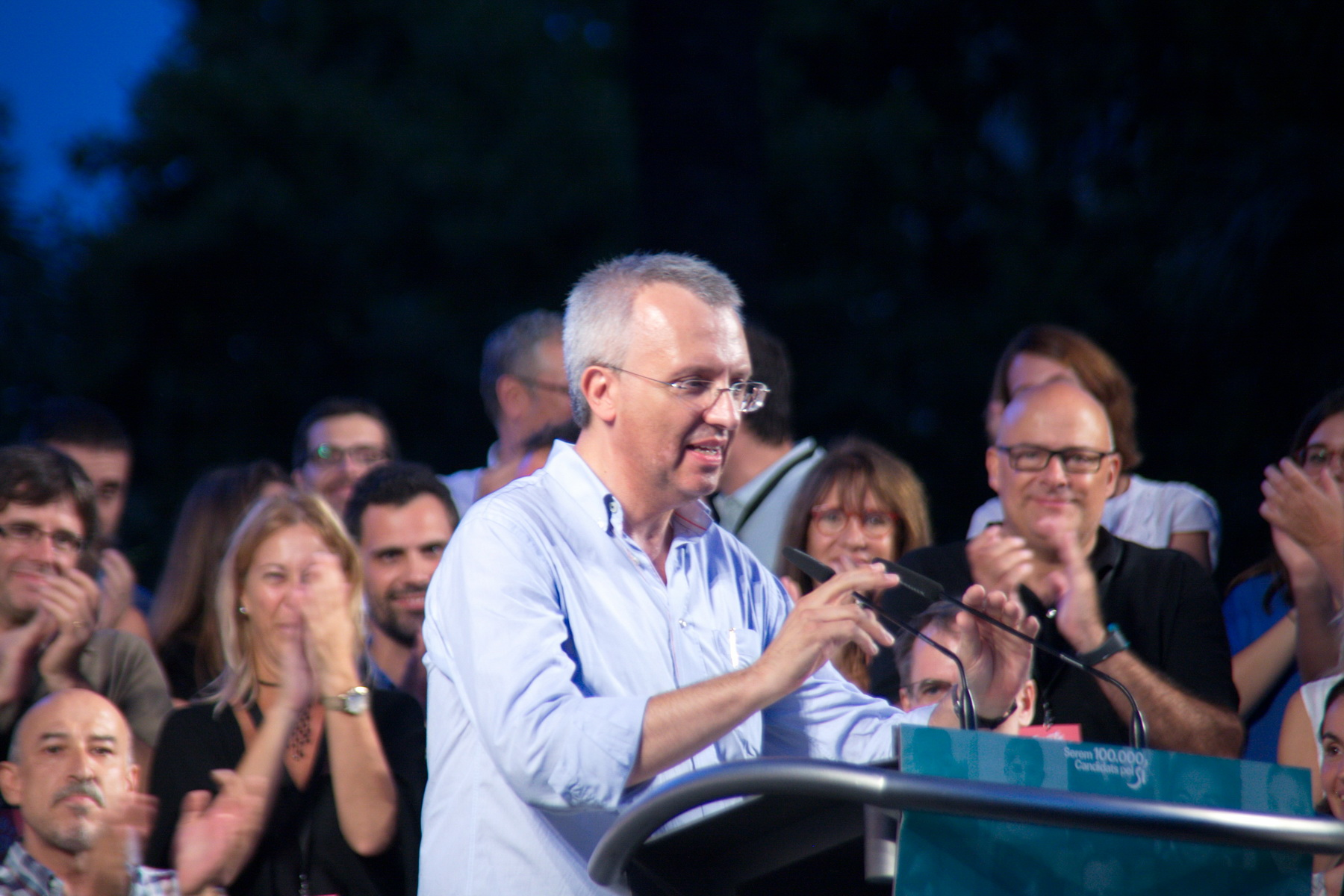
Josep Maria Forné, a l'acte de presentació de candidats del 28 d'agost de 2015

1. Josep Maria Forné i Febrer, director dels Serveis Territorials de Benestar i Família a Lleida i catedràtic de secundària. Va ser director de l'Institut Màrius Torres de Lleida i president d'Òmnium Ponent-Lleida. Independent[43]
2. Carmina Castellví i Vallverdú, membre de l'ANC al Pallars Sobirà. Independent
3. Albert Batalla i Siscart, batlle de la Seu d'Urgell i diputat al Parlament (cap de llista de CiU el 2012). Convergència
4. Bernat Solé i Barril, batlle d'Agramunt. Esquerra
5. Violant Cervera i Gòdia, diputada al Parlament. Convergència
6. Montserrat Fornells i Solé, batllessa de Vilanova de l'Aguda. Esquerra
7. Marc Solsona i Aixalà, batlle de Mollerussa i diputat al Congrés dels Diputats. Convergència
8. Antoni Balasch i Parisi, batlle d'Albesa i diputat al parlament. Convergència
9. David Rodríguez i González, batlle de Solsona. Esquerra
10. Ramona Barrufet i Santacana, diputada al Parlament per CiU. Convergència
11. Maria Rosa Amorós i Capdevila, diputada al Parlament per ERC durant la X legislatura i regidora a l'Ajuntament d'Isona i Conca Dellà. Esquerra
12. Àlex Moga i Vidal, diputat al Parlament per CiU. Convergència
13. Marta Vilalta i Torres, diputada al Parlament per les JERC a la X legislatura. Esquerra
14. Immaculada Gallardo i Barceló, regidora de l'Ajuntament de Sort. Convergència
15. Josep Maria Ballarín i Monset, capellà. Independent
Suplents
  1. Benjamí Bosch Torres, batlle de Puigverd de Lleida. Moviment d'Esquerres
  2. Ma Àngels Taribó i Olalla, regidora de l'Ajuntament d'Olius. Convergència
  3. M. Dolors Tella i Albareda, Directora dels Serveis Territorials del Departament de Territori i Sostenibilitat a Lleida. Convergència
  4. Antonio Salazar i Giménes, president de l'Associació Cultural Gitana de Lleida. Independent
  5. Marc Miró i Grioles. Convergència
  6. Montserrat Rossell i Martí, empresària. Independent
  7. Gabriel Ramon i Molins, Historiador. Esquerra
  8. Marc Solanes i Roca, Coordinador territorial de la JNC a les Terres Lleida. Convergència
  9. Esther Cumplido i Franquet. Esquerra
  10. Ramon Royes i Guàrdia, batlle de Cervera. Convergència

## Taules de partits
Presència de cada partit o coalició a les llistes de les quatre demarcacions:
- Segons el nombre de persones que en són candidats/es:
| CANDIDATS/ES                                | Barcelona | Tarragona | Girona | Lleida | Total | %    |
| ------------------------------------------- | --------- | --------- | ------ | ------ | ----- | ---- |
| Convergència Democràtica de Catalunya (CDC) | 33        | 7         | 8      | 7      | 55    | 41%  |
| Esquerra Republicana de Catalunya (ERC)     | 21        | 6         | 4      | 5      | 36    | 27%  |
| Demòcrates de Catalunya (DC)                | 5         | 1         | 1      | 0      | 7     | 5%   |
| Moviment d'Esquerres (MES)                  | 3         | 0         | 1      | 0      | 4     | 3%   |
| Independents/Altres (Ind.)                  | 23        | 4         | 3      | 3      | 33    | 24%  |
| TOTAL                                       | 85        | 18        | 17     | 15     | 135   | 100% |

- Segons el nombre de persones que en són suplents:
| SUPLENTS                                    | Barcelona | Tarragona | Girona | Lleida | Total | %    |
| ------------------------------------------- | --------- | --------- | ------ | ------ | ----- | ---- |
| Convergència Democràtica de Catalunya (CDC) | 0         | 4         | 4      | 5      | 13    | 32%  |
| Esquerra Republicana de Catalunya (ERC)     | 0         | 2         | 5      | 2      | 9     | 23%  |
| Demòcrates de Catalunya (DC)                | 1         | 0         | 0      | 0      | 1     | 3%   |
| Moviment d'Esquerres (MES)                  | 0         | 1         | 1      | 1      | 3     | 7%   |
| Independents/Altres (Ind.)                  | 9         | 3         | 0      | 2      | 14    | 35%  |
| TOTAL                                       | 10        | 10        | 10     | 10     | 40    | 100% |

- Segons el nombre de persones que en formen part (candidats/es i suplents):
| TOTALS                                      | Barcelona | Tarragona | Girona | Lleida | Total | %    |
| ------------------------------------------- | --------- | --------- | ------ | ------ | ----- | ---- |
| Convergència Democràtica de Catalunya (CDC) | 33        | 11        | 12     | 12     | 68    | 38%  |
| Esquerra Republicana de Catalunya (ERC)     | 21        | 8         | 9      | 7      | 45    | 26%  |
| Demòcrates de Catalunya (DC)                | 6         | 1         | 1      | 0      | 8     | 5%   |
| Moviment d'Esquerres (MES)                  | 3         | 1         | 2      | 1      | 7     | 4%   |
| Independents/Altres (Ind.)                  | 32        | 7         | 3      | 5      | 47    | 27%  |
| TOTAL                                       | 95        | 28        | 27     | 25     | 175   | 100% |